# Herbarium de Neuchâtel
 (mars 2022).
 (mars 2022).
Si vous disposez d'ouvrages ou d'articles de référence ou si vous connaissez des sites web de qualité traitant du thème abordé ici, merci de compléter l'article en donnant les références utiles à sa vérifiabilité et en les liant à la section « Notes et références ».
L'Herbarium de Neuchâtel est un herbarium situé au sein de l'Université de Neuchâtel en Suisse.
L'Herbier comprend quelque 455 000 spécimens de lichens, champignons, algues, mousses, fougères, conifères et plantes à fleurs. La collection date du milieu des années 1700 et s'enrichit continuellement de spécimens collectés par des chercheurs et des étudiants locaux. L'important herbier suisse compte quelque 100 000 spécimens, dont beaucoup ont été collectés par des collectionneurs notables, dont Louis Agassiz.

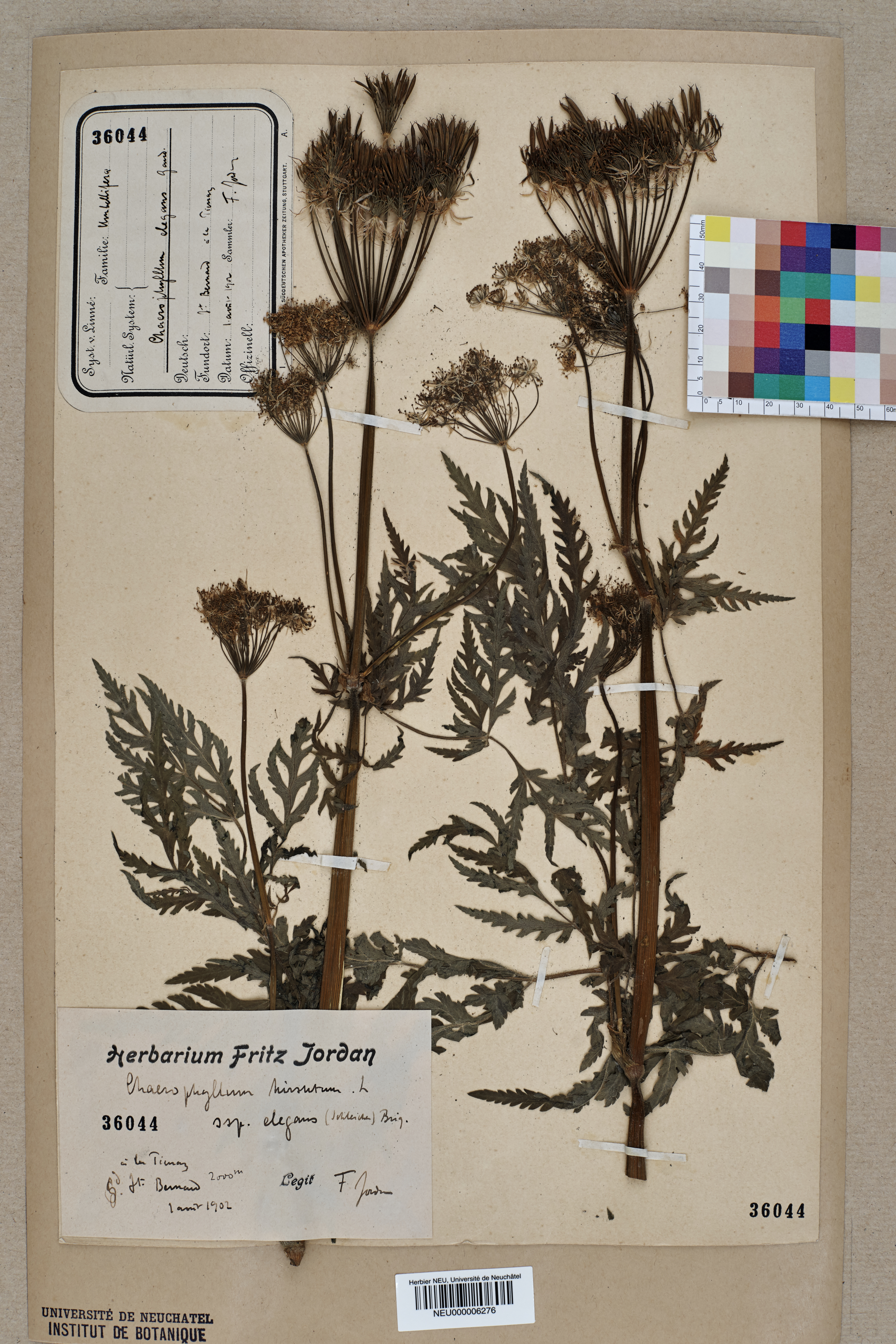
Chaerophyllum elegans à l'Herbarium de Neuchâtel.